# Physocephala gracilis
Physocephala gracilis är en tvåvingeart som beskrevs av Krober 1915. Physocephala gracilis ingår i släktet Physocephala och familjen stekelflugor.
Artens utbredningsområde är Angola. Inga underarter finns listade i Catalogue of Life.